# ナウイロ・アハマダ
ナウイロ・モハメド・アハマダ（フランス語: Naouirou Mohamed Ahamada、2002年3月29日 - ）は、フランス・ブーシュ＝デュ＝ローヌ県マルセイユ出身のサッカー選手。プレミアリーグ・クリスタル・パレス所属。ポジションはMF。

## クラブ経歴
FCイストルなどのユースチームを経て、2018年にユヴェントスFCのプリマヴェーラに入所。翌年傘下のU-23ユヴェントスFCに昇格。UEFAユースリーグなどにも出場した。
2020年10月5日、VfBシュトゥットガルトに買取オプション付きのローン移籍で加入。加入後チームIIで6試合に出場したところで、2021年3月にトップチームに昇格。14日のTSG1899ホッフェンハイム戦で、前半終了間際に交代で起用され、トップチームデビュー。試合も2-0で勝利。以降先発でも起用され、2020-21シーズンはリーグ戦6試合に出場した。2020-21シーズンでシュトゥットガルトが1部残留を果たしたことから、買取オプションを行使され完全移籍した。なお契約期間は非公開。
2023年1月31日、クリスタル・パレスFCに3年半契約で移籍した。

## 代表経歴
2017年から、ユース世代のフランス代表に招集されており、2019 FIFA U-17ワールドカップでは3位に入賞した。

## 人物
- 両親はコモロ諸島の出身で、同国の国籍も所有している。
- 憧れの選手に同じマルセイユ出身のジネディーヌ・ジダンを挙げている[5]。